# Draft de la NFL
La draft de la NFL, ou repêchage en français, est un événement annuel majeur dans la National Football League.
Cet événement est comparable à une bourse de joueurs qui vont débuter dans la ligue. Pendant plusieurs jours, le commissaire de la NFL et les dirigeants des 32 franchises sont réunis pour que chaque équipe sélectionne à tour de rôle un joueur issu de l’université, du lycée, ou de l’étranger. La draft est le point d'entrée principal pour la majorité des joueurs évoluant en NFL.
Chaque équipe reçoit un rang selon l'ordre inverse du classement de la saison précédente dans un objectif d'équité sportive. La pire équipe de l'année précédente obtient le premier choix de la draft et a la possibilité de choisir le joueur qu'elle souhaite parmi tous ceux qui se sont présentés à l'entrée en NFL.
De nombreux changements ont été réalisés depuis la première draft de la NFL en 1936 mais l'objectif est resté le même, la compétitivité de toutes les équipes. La draft a lieu dans différents lieux et est aujourd'hui diffusée en prime time à la télévision américaine.

## Historique

### Création du système dedraften NFL
En 1933, après avoir échoué à recruter le fullback Stanley Kostka de l'Université du Minnesota, le copropriétaire des Eagles de Philadelphie Bert Bell fait le constat de son incapacité à être compétitif dans la National Football League contre les équipes qui ont le plus d'argent : les Giants de New York, les Bears de Chicago, les Redskins de Washington et les Packers de Green Bay. Il n'arrive plus à vendre les billets de son stade, même en les vendant à 1 centime pour les enfants. Il propose aux autres propriétaires de franchise de créer un système de recrutement plus paritaire pour donner la chance aux plus mauvaises équipes de recruter les meilleurs joueurs universitaires. Malgré les réticences des Bears et des Giants, Bert Bell obtient gain de cause pour la saison 1936.

### Premièredraftde la NFL (1936)
La première draft de la National Football League a lieu à l'hôtel Ritz Carlton Philadelphie les 8 et 9 février 1936. Quatre-vingt-dix noms sont alors inscrits sur un tableau placé dans la salle de réunion où les équipes ont été rassemblées pour effectuer leurs choix,. Cette liste a été créée grâce aux articles de presse, à la suite de visites par les dirigeants eux-mêmes dans divers collèges et universités ou à la suite de diverses recommandations arrivant chez les cadres de l'équipe,,,. La draft compte finalement 9 tours,,. L’événement n'est pas retransmis par les médias.
Les Eagles de Philadelphie, qui ont terminé la saison précédente avec un bilan de deux victoires pour neuf défaites, obtiennent le premier choix de la première draft. Avec ce choix, ils sélectionnent Jay Berwanger, récent vainqueur du Trophée Heisman. Mais ni les Eagles de Bell, ni les Bears de Chicago de George Halas qui achètent les droits du joueur par un échange aux Eagles, n'arrivent à négocier avec le joueur celui-ci n'étant pas intéressé par le football professionnel américain : « Je n'étais pas vraiment intéressé par le football américain professionnel. Ils ne payaient pas beaucoup d'argent, quelque chose comme 100 dollars par match. Vous ne pouvez pas les blâmer. C'était après la Dépression, et personne n'avait d'argent »,. Le choix de Berwanger n'est pas un cas isolé puisque seulement 24 des 81 joueurs sélectionnés lors de la première draft de la NFL choisiront de signer un contrat professionnel.
Les meilleurs joueurs sélectionnés lors de cette première draft sont Sammy Baugh, Sid Luckman et Clarence Parker. La draft ayant pris du retard, elle doit être prolongée d'un jour.
Cette draft voit l'émergence de Wellington Mara lequel a constitué des dossiers sur tous les joueurs grâce à des abonnements auprès de plusieurs magazines et journaux à travers tout le pays. Cette façon de travailler permet aux Giants de New York de signer Tuffy Leemans. À la suite de la création de la draft, Tim Mara, propriétaire des Giants, réduit le salaire de Ken Strong de 6 000 à 3 200 dollars pour la saison 1936 car il sent que la draft va modifier la structure salariale de la ligue. En règle générale, l'exclusivité réservée aux franchises dans la négociation salariale avec leurs choix de draft a comme effet immédiat d'arrêter l'inflation des salaires attribués aux nouveaux joueurs, et les a même réduits,.

### Institution de ladraftde la NFL (1937-1946)
Arthur Rooney , propriétaire des Pirates de Pittsburgh (devenus les Steelers), choisit Byron « Whizzer » White lors du premier tour de la draft 1938 bien que ce joueur ait déclaré ne pas vouloir jouer comme professionnel mais plutôt s'attacher à décrocher sa bourse d'études d'après graduat (Rhodes Scholarchip). Cependant, Byron White accepte de jouer la saison 1938 après que Rooney lui garantisse publiquement un contrat de 15 000 $, doublant le meilleur salaire attribué jusque-là en NFL. Ce niveau de salaire est décrié par les autres propriétaires de franchises estimant qu'il va modifier les attentes salariales de joueurs issus des futures drafts.
Pour la draft 1939, Wellington Mara est pour la première fois chargé de sélectionner lui-même les futurs joueurs des Giants. Il présente une liste des joueurs qui sont susceptibles d'intéresser sa franchise. Cependant, lors du premier tour, il sélectionne Walt Nielsen qui ne figure pas sur cette liste (ni sur celle des autres franchises). Avec un sourire, il déclare : « Je ne pense pas avoir dit que j'avais inscrit sur ma liste tous les noms des joueurs qui m’intéressaient ! »,.
Un afro-américain n'avait pas joué en NFL avant l'établissement de la draft. En 1939, Kenny Washington est considéré comme un des plus grands joueurs de football américain universitaire de tous les temps. Malgré cela, aucune franchise ne le choisit lors de la draft de 1940.
La draft est finalement codifié dans la NFL Constitution même si aucune information n'est disponible quant à la date de son insertion.
« Bullet » Bill Dudley est le tout premier choix de la draft 1942 et il sera le 1er premier choix à intégrer le Pro Football Hall of Fame.

### Développement des systèmes de recrutement (1947-1959)
En 1946, Eddie Kotal devient le premier recruteur sportif lorsqu'il est engagé à ce poste par Dan Reeves des Rams de Los Angeles,.
En 1947, à la suite de la rivalité avec l'All-America Football Conference (AAFC), un choix supplémentaire est temporairement inséré à la draft.
La parité concurrentielle n'est cependant pas arrivée rapidement dans la NFL comme l'atteste les équipes des Eagles de Philadelphie et des Cardinals de Chicago dont les classements ne se sont pas améliorés jusqu'en 1947,.
Lors du treizième tour de la draft 1949, George Taliaferro devient le premier afro-américain à être choisi par une franchise NFL. Il choisit néanmoins de signer avec une équipe évoluant en AAFC. Wally Triplett est choisi dans le 19e tour et sera donc le premier afro-américain à jouer dans une équipe de la NFL.
Après la draft et avant le début de la saison, Paul « Tank » Younger est signé par les Rams de Los Angeles comme agent libre et devient le premier joueur NFL issu d'une université historiquement noire,. Eddie Robinson, entraîneur de Paul Younger à l'Université d'État de Grambling, rapidement et sans équivoque, estime que les futurs recrutements et choix de draft d'autres joueurs d'origine noire dépend de son succès avec les Rams.

### Guerre des ligues (1960-1969)
En 1960, le vainqueur du Trophée Heisman, Billy Cannon est considéré par tous comme le meilleur prospect de football américain. Il est sélectionné comme premier choix de la draft 1960 de la NFL par les Rams de Los Angeles avec lesquels il signe un contrat. Peu de temps après, il est sélectionné comme premier choix de la draft AFL 1960 par les Oilers de Houston et y signe un contrat pour deux fois plus d'argent.
Commence alors plusieurs années de chaos pour les franchises de la National Football League qui subissent la concurrence des riches franchises de l'American Football League. De nombreux litiges sont issus de cette situation, entraînant de multiples doubles signatures et doubles échanges, profitant parfois aux joueurs encaissant les bonus de signature dans les deux ligues. Selon le joueur des Patriots de Boston Jon Morris, « [Les propriétaires] signaient les joueurs avant la draft. Ils donnaient de l'argent aux agents »,.
L'AFL est alors plus ingénieuse dans son recrutement et plus prompte à recruter de talentueux joueurs afro-américains issus de petites universités, la NFL réalisant en grande partie son recrutement dans les grandes conférences où les joueurs sont majoritairement blancs.

### Arrivée des technologies (1970-1979)
En 1976, le wide receiver Paul Salata est le premier à surnommer le dernier joueur choisi lors d'une draft de Mr. Irrelevant (Monsieur Sans importance).

### Arrivée d'ESPN et forte médiatisation de l'évènement (1980-2016)

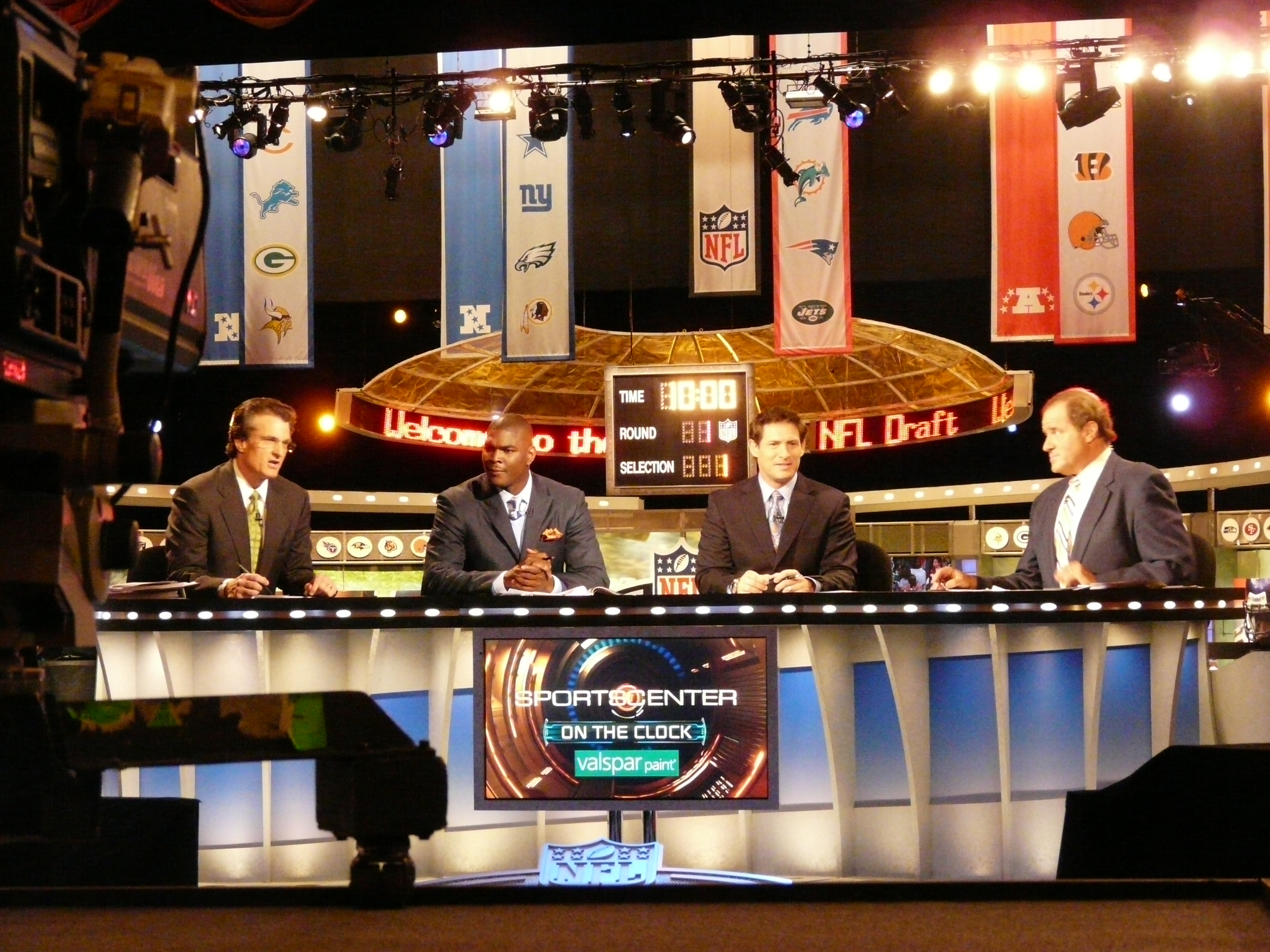
Plateau d'ESPN lors de la draft 2009.

En 1980, Chet Simmons, directeur d'ESPN une très récente chaîne sportive, contacte le commissionnaire de la ligue Pete Rozelle pour lui proposer de téléviser la Draft de la NFL,. À l'époque, l’événement a lieu dans le grand salon de l'hôtel Sheraton à New York et se déroule sur deux jours (mardi et mercredi). La première draft télévisée a lieu le mardi 29 avril 1980.
ESPN participe fortement à la médiatisation de la draft de la NFL, mettant les moyens nécessaires pour créer un événement télévisuel. La draft 1983 de la NFL avec John Elway est l'opportunité pour la chaîne d'en faire un événement télévisuel majeure en s'appuyant sur l'histoire du joueur, celui-ci menaçant les Colts d'Indianapolis de jouer pour les Yankees de New York.
En 1988, la draft se déroule le weekend. L'audience d'ESPN augmente de façon spectaculaire,.  ESPN reçoit de la concurrence en 2006 lorsque la NFL Network, lancée en octobre 2003, commence à produire sa couverture de la draft.

## Lieux
| Édition | Date(s)                 | Ville              | Lieu                                 |
| ------- | ----------------------- | ------------------ | ------------------------------------ |
| 1936    | 8 février 1936          | Philadelphie, PA   | Ritz-Carlton Hotel                   |
| 1937    | 12 décembre 1936        | New York, NY       | Hotel Lincoln                        |
| 1938    | 11 décembre 1937        | Chicago, IL        | Hotel Sherman                        |
| 1939    | 9 décembre 1938         | New York, NY       | New Yorker Hotel                     |
| 1940    | 9 décembre 1939         | Milwaukee, WI      | Schroeder Hotel                      |
| 1941    | 10 décembre 1940        | Washington, DC     | Willard Hotel                        |
| 1942    | 21 décembre 1941        | Chicago, IL        | Palmer House                         |
| 1943    | 8 avril 1943            | Chicago, IL        | Palmer House                         |
| 1944    | 19 avril 1944           | Philadelphie, PA   | Warwick Hotel                        |
| 1945    | 6 avril 1945            | New York, NY       | Hotel Commodore                      |
| 1946    | 14 janvier 1946         | New York, NY       | Hotel Commodore                      |
| 1947    | 16 décembre 1946        | New York, NY       | Hotel Commodore                      |
| 1948    | 19 décembre 1947        | Pittsburgh, PA     | Fort Pitt Hotel                      |
| 1949    | 15 novembre 1948        | Pittsburgh, PA     | Hotel Schenley                       |
| 1949    | 21 décembre 1948        | Philadelphie, PA   | Bellevue-Stratford Hotel             |
| 1950    | 7 novembre 1949         | Philadelphie, PA   | Racquet Club of Philadelphia         |
| 1950    | 21 janvier 1950         | Philadelphie, PA   | Bellevue-Stratford Hotel             |
| 1951    | 18–19 janvier 1951      | Chicago, IL        | Blackstone Hotel                     |
| 1952    | 17 janvier 1952         | New York, NY       | Hotel Statler                        |
| 1953    | 22 janvier 1953         | Philadelphie, PA   | Bellevue-Stratford Hotel             |
| 1954    | 28 janvier 1954         | Philadelphie, PA   | Bellevue-Stratford Hotel             |
| 1955    | 27–28 janvier 1955      | New York, NY       | Warwick New York Hotel               |
| 1956    | 28 novembre 1955        | Philadelphie, PA   | Bellevue-Stratford Hotel             |
| 1956    | 17–18 janvier 1956      | Los Angeles, CA    | Ambassador Hotel                     |
| 1957    | 26 novembre 1956        | Philadelphie, PA   | Warwick Hotel                        |
| 1957    | 31 janvier 1957         | Philadelphie, PA   | Bellevue-Stratford Hotel             |
| 1958    | 2 décembre 1957         | Philadelphie, PA   | Warwick Hotel                        |
| 1958    | 28 janvier 1958         | Philadelphie, PA   | Warwick Hotel                        |
| 1959    | 1er décembre 1958       | Philadelphie, PA   | Warwick Hotel                        |
| 1959    | 21 janvier 1959         | Philadelphie, PA   | Warwick Hotel                        |
| 1960    | 30 novembre 1959        | Philadelphie, PA   | Warwick Hotel                        |
| 1961    | 27–28 décembre 1960     | Philadelphie, PA   | Warwick Hotel                        |
| 1962    | 4 décembre 1961         | Chicago, IL        | Sheraton Chicago Hotel               |
| 1963    | 3 décembre 1962         | Chicago, IL        | Sheraton Chicago Hotel               |
| 1964    | 2 décembre 1963         | Chicago, IL        | Sheraton Chicago Hotel               |
| 1965    | 28 novembre 1964        | New York, NY       | Summit Hotel                         |
| 1966    | 27 novembre 1965        | New York, NY       | Summit Hotel                         |
| 1967    | 14 mars 1967            | New York, NY       | Gotham Hotel                         |
| 1968    | 30–31 janvier 1968      | New York, NY       | Belmont Plaza Hotel                  |
| 1969    | 28–29 janvier 1969      | New York, NY       | Belmont Plaza Hotel                  |
| 1970    | 27–28 janvier 1970      | New York, NY       | Belmont Plaza Hotel                  |
| 1971    | 28–29 janvier 1971      | New York, NY       | Belmont Plaza Hotel                  |
| 1972    | 1er–2 février 1972      | New York, NY       | Essex House                          |
| 1973    | 30–31 janvier 1973      | New York, NY       | Americana Hotel                      |
| 1974    | 29–30 janvier 1974      | New York, NY       | Americana Hotel                      |
| 1975    | 28–29 janvier 1975      | New York, NY       | The Hilton at Rockefeller Center     |
| 1976    | 8–9 avril 1976          | New York, NY       | Roosevelt Hotel                      |
| 1977    | 3–4 mai 1977            | New York, NY       | Roosevelt Hotel                      |
| 1978    | 2–3 mai 1978            | New York, NY       | Roosevelt Hotel                      |
| 1979    | 3–4 mai 1979            | New York, NY       | Waldorf-Astoria Hotel                |
| 1980    | 29–30 avril 1980        | New York, NY       | New York Sheraton Hotel              |
| 1981    | 28–29 avril 1981        | New York, NY       | New York Sheraton Hotel              |
| 1982    | 27–28 avril 1982        | New York, NY       | New York Sheraton Hotel              |
| 1983    | 26–27 avril 1983        | New York, NY       | New York Sheraton Hotel              |
| 1984    | 1er–2 mai 1984          | New York, NY       | Omni Park Central Hotel              |
| 1985    | 30 avril – 1er mai 1985 | New York, NY       | Omni Park Central Hotel              |
| 1986    | 29–30 avril 1986        | New York, NY       | Marriott Marquis                     |
| 1987    | 28–29 avril 1987        | New York, NY       | Marriott Marquis                     |
| 1988    | 24–25 avril 1988        | New York, NY       | Marriott Marquis                     |
| 1989    | 23–24 avril 1989        | New York, NY       | Marriott Marquis                     |
| 1990    | 22–23 avril 1990        | New York, NY       | Marriott Marquis                     |
| 1991    | 21–22 avril 1991        | New York, NY       | Marriott Marquis                     |
| 1992    | 26–27 avril 1992        | New York, NY       | Marriott Marquis                     |
| 1993    | 25–26 avril 1993        | New York, NY       | Marriott Marquis                     |
| 1994    | 24–25 avril 1994        | New York, NY       | Marriott Marquis                     |
| 1995    | 22–23 avril 1995        | New York, NY       | The Theater at Madison Square Garden |
| 1996    | 20–21 avril 1996        | New York, NY       | The Theater at Madison Square Garden |
| 1997    | 19–20 avril 1997        | New York, NY       | The Theater at Madison Square Garden |
| 1998    | 18–19 avril 1998        | New York, NY       | The Theater at Madison Square Garden |
| 1999    | 17–18 avril 1999        | New York, NY       | The Theater at Madison Square Garden |
| 2000    | 15–16 avril 2000        | New York, NY       | The Theater at Madison Square Garden |
| 2001    | 21–22 avril 2001        | New York, NY       | The Theater at Madison Square Garden |
| 2002    | 20–21 avril 2002        | New York, NY       | The Theater at Madison Square Garden |
| 2003    | 26–27 avril 2003        | New York, NY       | The Theater at Madison Square Garden |
| 2004    | 24–25 avril 2004        | New York, NY       | The Theater at Madison Square Garden |
| 2005    | 23–24 avril 2005        | New York, NY       | Javits Convention Center             |
| 2006    | 29–30 avril 2006        | New York, NY       | Radio City Music Hall                |
| 2007    | 28–29 avril 2007        | New York, NY       | Radio City Music Hall                |
| 2008    | 26–27 avril 2008        | New York, NY       | Radio City Music Hall                |
| 2009    | 25–26 avril 2009        | New York, NY       | Radio City Music Hall                |
| 2010    | 22–24 avril 2010        | New York, NY       | Radio City Music Hall                |
| 2011    | 28–30 avril 2011        | New York, NY       | Radio City Music Hall                |
| 2012    | 26–28 avril 2012        | New York, NY       | Radio City Music Hall                |
| 2013    | 25–27 avril 2013        | New York, NY       | Radio City Music Hall                |
| 2014    | 8–10 mai 2014           | New York, NY       | Radio City Music Hall                |
| 2015    | 30 avril – 2 mai 2015   | Chicago, IL        | Auditorium Theatre of Roosevelt U.   |
| 2016    | 28–30 avril 2016        | Chicago, IL        | Auditorium Theatre of Roosevelt U.   |
| 2017    | 27–29 avril 2017        | Philadelphie, PA   | Benjamin Franklin Parkway            |
| 2018    | 26–28 avril 2018        | Arlington, TX      | AT&T Stadium                         |
| 2019    | 25–27 avril 2019        | Nashville, TN      | Nissan Stadium                       |
| 2020    | 23–25 avril 2020        | En visioconférence | En visioconférence                   |
| 2021    | 29 avril – 1er mai 2021 | Cleveland, OH      | FirstEnergy Stadium                  |
| 2022    | 28–30 avril 2022        | Paradise, NV       | Allegiant Stadium                    |
| 2023    | 27–29 avril 2023        | Kansas City, MO    | Arrowhead Stadium                    |
| 2024    | 2024                    | ?                  | ?                                    |

## Règles et procédure actuelles
Les joueurs qui ont quitté l'école secondaire depuis au moins trois ans sont admissibles à la draft de la NFL.
Les règles ne précisent pas que le joueur doit obligatoirement aller à l'université, mais la quasi-totalité des joueurs sélectionnés lors des drafts de la NFL ont joué au niveau universitaire (dans la NCAA). Un an avec le statut de joueur redshirt en football universitaire suffit pour être éligible à la draft de la NFL, même si ce joueur n'a joué à aucun match au cours de cette année-là. Les joueurs ayant terminé leur année redshirt sophomore peuvent donc entrer dans la draft de la NFL.
Quelques joueurs sont également choisis parmi d'autres ligues de football comme l'Arena Football League ou la Ligue canadienne de football (LCF).

### Règles déterminant l'ordre de ladraft
L'ordre de sélection est défini en fonction du bilan de chaque équipe lors de la saison précédente, déterminé par le pourcentage de victoires ainsi que sur le fait pour une équipe d'avoir participé ou pas aux rencontres de la série éliminatoire de la saison précédente.
Les équipes n'ayant pas participé aux rencontres de la série éliminatoire sont classées dans l'ordre inverse de leur bilan. L'équipe avec le plus petit nombre de victoires reçoit le premier choix de sélection. Les équipes ayant un bilan identique sont départagées dans l'ordredes critères suivants :
- la force du calendrier qui est le bilan (victoire-défaites) par rapport aux 16 adversaires de l'équipe lors de la saison précédente (un match nul compte comme une demi-victoire et une demi-défaite). L'équipe avec le plus faible bilan se voit accorder la première place et donc le premier choix.
- la place dans la division (si les équipes à égalité sont dans la même division).
- la place dans la conférence (si les équipes à égalité sont dans la même conférence).
- un tirage au sort (effectué lors du NFL Scouting Combine).

Les équipes ayant atteint la série éliminatoire à l'issue de la saison régulière précédente sont ensuite classés dans l'ordre de leur élimination comme indiqué dans le tableau ci-dessous. Pour départager les équipes éliminées lors de chaque niveau, on prend en compte les mêmes critères énumérés auparavant pour les équipes ne participant pas aux playoffs
| Statut                                   | Choix de draft |
| ---------------------------------------- | -------------- |
| Équipes ne participant pas aux PO        | 1–20           |
| Équipes éliminées en barrages            | 21–24          |
| Équipes éliminées en match de division   | 25–28          |
| Équipes éliminées en match de conférence | 29–30          |
| Perdant du Super Bowl                    | 31             |
| Gagnant du Super Bowl                    | 32             |

L'ordre de la draft déterminé pour le premier tour reste identique pour les tours suivants, à l'exception des équipes ayant des bilans similaires au sein de leur niveau. Les places de ces équipes seront alors permutées lors de chaque tour.
Par exemple, lors de la draft 2014 de la NFL, les Jaguars de Jacksonville, les Browns de Cleveland, les Raiders d'Oakland, les Falcons d'Atlanta, et les Buccaneers de Tampa Bay avaient tous fini la saison régulière avec un bilan de 4-12. Ils furent choisis dans cet ordre pour le premier tour de draft (sur la base des critères d'égalité décrits ci-dessus). Dans le deuxième tour, Jacksonville s'est retrouvé dernier de cette liste, ce qui donnait l'ordre suivant : Cleveland, Oakland, Atlanta, Tampa Bay et Jacksonville. Ce cycle a continué à chaque tour (Cleveland se retrouvant ensuite derrière Atlanta pour le troisième tour, Oakland ensuite derrière Cleveland pour le quatrième tour et ainsi de suite.)
Il y a une exception à cette règle lorsqu'une ou plusieurs nouvelles franchises rejoignent la NFL : s'il n'y a qu'une seule nouvelle équipe, celle-ci reçoit automatiquement la première place à la draft (et donc le premier choix lors de chaque tour de draft). S'il y a 2 nouvelles équipes, la première place est tirée à pile ou face. S'il y a plus de 2 nouvelles franchises, un tirage au sort est alors effectué entre ces nouvelles équipes.
En 2010, la NFL organise la draft sur trois jours : le premier jour (le jeudi dès 20 heures locale) est consacré au 1er tour de la draft , le second jour (le vendredi dès 19 heures) est réservé aux 2e et 3e tours  tandis que le troisième (le samedi dès 11 heures) est réservé aux 4 derniers tours.
Le joueur choisi en premier choix global lors d'une draft de la NFL reçoit généralement le meilleur contrat. Les autres contrats se basent sur plusieurs variables. Même si ces contrats se basent le plus souvent sur ceux donnés aux joueurs sélectionnés aux même places l'année précédente, la place où évoluera le joueur (QB, RB, DL, LB, CB, ...) entre aussi en ligne de compte. Les quarterbacks reçoivent généralement plus d'argent que les joueurs de la ligne défensive.

### Le timing
Chaque franchise désigne ses représentants qui prendront les décisions de sélection lors de la draft. Au cours de celle-ci, la décision de sélection d'une équipe est toujours limitée dans le temps. Lors du premier tour, chaque équipe a 10 minutes pour effectuer son choix (15 auparavant). Le temps de décision est réduit à 7 minutes (auparavant 10) lors du second tour et à 5 minutes lors des autres tours. Si une équipe ne signifie pas sa décision pendant son temps imparti, elle peut encore soumettre sa sélection à tout moment par la suite. Cependant, l'équipe suivante peut choisir avant elle, ce qui signifie que cette équipe peut éventuellement lui voler un joueur sur lequel elle avait des prétentions. Cela a eu lieu lors de la draft 2003 de la NFL, lorsque les Vikings du Minnesota possédant le 7e choix ont été en retard avec leur sélection. Les Jaguars de Jacksonville annoncèrent rapidement avoir choisi le QB Byron Leftwich et ensuite les Panthers de la Caroline sélectionnèrent l'OT Jordan Gross avant que les Vikings ne réagissent en sélectionnant le DT Kevin Williams. Cet événement s'est également produit la lors de la draft 2011 de la NFL alors que les Ravens de Baltimore étaient occupés à négocier avec les Bears de Chicago, leur temps de sélection expire et permet aux Chiefs de Kansas City de choisir un joueur avant les Ravens qui finalement ne trouveront pas d'accord avec les Bears.

### Échanges de choix
Les franchises peuvent négocier entre elles avant et pendant la draft dans le but d'obtenir un choix de joueur supplémentaire dans un tour déterminé. Par exemple, une équipe peut céder des choix de joueurs dans les drafts à venir en échange d'un choix plus rapide dans la draft actuelle dans le but d'acquérir un joueur qui les intéresse fortement. Une équipe peut aussi négocier pendant la draft pour céder son choix à une autre équipe pour obtenir par exemple deux choix lors d'un tour ultérieur. Cela explique pourquoi certaines équipes peuvent finalement choisir à plusieurs reprises lors d'un même tour.

### Choix compensatoires
En plus des 32 sélections dans chacun des sept tours de la draft, un total de 32 choix compensatoires sont attribués aux équipes qui, l'année précédente, ont perdu plus de joueurs ayant le statut d'agent libre qu'ils n'en ont signé.
Les équipes qui avaient signé et perdu le même nombre de joueurs libres mais qui avaient perdu en plus des joueurs de haut niveau gagnent aussi le droit d'obtenir un ou plusieurs choix compensatoire mais ceux-ci ne peuvent avoir lieu que lors du septième tour après les autres choix compensatoires.
Ces choix compensatoires sont décernés chaque année lors de la rencontre annuelle de la NFL se déroulant fin du mois de mars, soit trois à quatre semaines avant la draft.
Ces choix ne pouvaient pas être échangés avant la draft 2017 de la NFL.
L'emplacement de ces choix compensatoires est déterminé selon une formule tenant compte du salaire du joueur, de son temps de jeu, des titres qu'il a reçu, du salaire payé dans sa nouvelle équipe, etc. (le montant du salaire étant un des facteurs principaux). Ainsi, par exemple, une équipe ayant perdu un LB qui a signé ailleurs pour 2,5 millions de dollars par an lors de la Free Agency reçoit un choix compensatoire lors du 6e tour de la draft tandis qu'une équipe ayant perdu un WR qui a signé pour 5 millions de dollars/an pourra recevoir un choix compensatoire lors du 4e tour de la draft. La NFL n'a cependant jamais révélé la formule qu'elle utilise pour déterminer l'attribution de ces choix compensatoires.
Tous les choix compensatoires sont situés après le 3e tour de la draft. Si moins de 32 de ces choix sont attribués, les choix restants sont attribués après le 7e tour de sélection et ils sont répartis comme si un 8e tour débutait. Ces choix sont appelés choix compensatoires supplémentaires (supplemental compensatory selections).
Plus de 32 choix compensatoires ont été attribués pour la draft 2016 de la NFL. En effet, les Patriots ne disposant pas d'un choix de premier tour, 33 choix complémentaires ont été attribués pour combler le trou laissé lors de ce tour initial.

### Confiscation de choix
Le commissionnaire de la NFL a la possibilité de confisquer un choix d'une franchise lors d'une draft.
Par exemple, lors de la saison 2007, les Patriots de la Nouvelle-Angleterre sont reconnus coupables d'avoir filmé les signaux défensifs des Jets en dehors d'une zone désignée. Par conséquent, leur choix de premier tour leur a été confisqué lors de la draft 2008 de la NFL.
Lors de la même draft, le choix de 5e tour des 49ers de San Francisco est confisqué pour avoir négocié avec un joueur sous contrat chez les Bears de Chicago. Ils sont également obligés d'échanger leur choix de 3e tour avec celui des Bears, descendant ainsi de 6 rangs dans la liste du 3e tour.
En 2012, le commissionnaire Roger Goodell pénalise les Saints de La Nouvelle-Orléans à la suite du scandale des Bounty en confisquant leurs choix de sélection lors du deuxième tour des drafts 2012 et 2013.
Une autre confiscation survient en 2016 lorsque les Patriots perdent leur choix de premier tour à la suite du scandale du Deflategate.

### Politique des franchises
Les franchises modifient régulièrement leurs méthodes de sélection. Les propriétaires, les directeurs généraux, les entraîneurs, et d'autres peuvent ou ne peuvent pas participer à la draft.
Pour le draft 1983 de la NFL, par exemple, Chuck Noll, entraîneur principal des Steelers de Pittsburgh, avait toujours « le dernier mot » sur les choix de sa franchise, ne tenant pas compte de l'avis de son père Art Rooney, propriétaire des Steelers.
A contrario, Ron Meyer, entraîneur principal des Patriots, a déclaré plus tard que leur propriétaire Billy Sullivan avait exclu le staff de toutes les décisions prises lors de la draft, lui interdisant même de lire les rapports de scoutisme. Meyer a déclaré que s'il avait eu le pouvoir de décision, il n'aurait pas choisi Tony Eason lors du premier tour de la draft 1983.

### Salaires
La NFL permet à chaque franchise d'utiliser une certaine somme d'argent de son plafond salarial pour payer, lors de leur première saison, les joueurs choisis lors de la draft. Ce montant global est basé sur une formule non divulguée qui attribue une certaine valeur à chaque joueur sélectionné. Ce montant est donc plus élevé si une équipe a plus de choix lors de la draft et/ou si elle choisit plusieurs joueurs très tôt dans la draft. En 2008, le plus haut montant accordé par la NFL était de 8,22 M.US$ pour les Chiefs de Kansas City, ceux-ci ayant 12 choix dont 2 lors du premier tour de draft. Le plus faible montant était de 1,79 M.US$ alloué aux Browns de Cleveland qui n'avaient que 5 choix dont aucun lors du premier tour de la draft.
Les joueurs choisis à la draft sont rémunérés en fonction de leur numéro de sélection. Les joueurs sélectionnés au premier tour sont payés le plus et ceux sélectionnés dans les derniers tours sont payés le moins. Il y a une échelle de salaire définie par la convention collective (collective bargaining agreement ou CBA) entre la National Football League et l'association regroupant les joueurs de NFL (National Football League Players Association). Les chiffres ne représentent pas le montant total de l'argent versé.
Les joueurs non sélectionnés lors du processus de la draft sont alors libres de signer un contrat avec l'équipe de la ligue de leur choix. Ils signent alors généralement des contrats minimum offerts à des débutants.
Le montant maximal réservé au paiement des salaires des nouveaux joueurs (rookies) affecte de deux façons la confection du roster des équipes.
- Tout d'abord, les salaires de base des recrues Undrafted Free Agent n'entrent pas dans la calcul de ce montant (sauf pour certaines primes ou bonus).
- Deuxièmement, si un rookie est échangé, le montant de son salaire reste dans le montant global de l'équipe qui l'a drafté, ce qui rend les échanges impliquant ces joueurs relativement rare (cette règle ne vaut cependant pas pour les rookies qui sont plus tard libérés (waived) par l'équipe l'ayant signé initialement).

Les équipes peuvent également convenir d'un contrat avec un joueur participant à la draft avant que celle-ci ne débute. L'équipe ne peut évidemment faire cela que si elle possède le premier choix du premier tour de draft avec le joueur qu'ils ont déjà choisi. Cela s'est passé lors de la draft 2009 de la NFL puisqu'un accord avait été trouvé entre les Lions de Détroit et le quarterback Matthew Stafford. Un contrat de 6 ans d'un montant de 78 M.US$ (dont 41,7 millions garantis) avait été signé entre les deux parties la veille du début de la draft. En acceptant l'accord, Stafford était de facto considéré comme le tout premier choix de cette draft.

## Liste des premiers choix de ladraft
Les premiers choix de la draft sont très médiatisés, notamment à partir des années 1980 et l'apparition d'ESPN comme partie prenante de l'évènement. Si le premier choix de la draft 1936 de la NFL Jay Berwanger ne jouera jamais dans la ligue, les sélections d'après-guerre sont de plus en plus suivies et intégrées comme une partie clef de la réussite d'une franchise. En 1969, les Bills de Buffalo sélectionne O. J. Simpson dont la notoriété va dépasser le football américain. En 1983, John Elway devient un premier choix contesté en menaçant les Colts d'Indianapolis de refuser de signer son contrat et de s'engager pour le baseball et les Yankees de New York. Les principaux autre premiers choix des années 1980 sont Bruce Smith, Bo Jackson et Troy Aikman.
Depuis la sélection de Peyton Manning en 1998, le premier choix se porte très régulièrement sur un joueur au poste de quarterback. En 2004, Eli Manning est sélectionné au premier choix et devient avec Peyton la première fratrie à être sélectionnée en premier choix de la National Football League.

## Événements en amont de ladraft

### NFL Draft Advisory Board
Un joueur universitaire qui envisage de se présenter à la prochaine draft, mais qui pourrait également continuer à jouer en NCAA, peut demander un avis auprès du Conseil consultatif de la draft NFL (NFL Draft Advisory Board). Ce Conseil, composé d'experts en recrutement et de cadres d'équipes NFL, indique à quel niveau de la draft le joueur pourrait être choisi. Cette information, qui se révèle être assez précise, peut aider le joueur universitaire à déterminer s'il intègre de suite la draft ou s'il continue une ou plusieurs années au niveau universitaire pour s'y améliorer.

### NFL Scouting Combine
Le NFL Scouting Combine dit NFL Combine est un événement sportif d'une semaine lors duquel les joueurs de football américain universitaire effectuent, sur invitation, des tests physiques et mentaux devant des responsables de la National Football League (NFL) (entraîneurs, directeurs généraux et recruteurs). Cette semaine d'évaluation permet aux responsables des différentes franchises d'évaluer les joueurs en amont de la draft et de les comparer les uns aux autres.
La première édition est organisée en 1982 à Tampa en Floride à l'initiative de Tex Schramm, président des Cowboys de Dallas. Appelé initialement le « National Invitational Camp » (NIC), l’événement est organisé par l'entreprise National Football Scouting. Deux autres camps ont lieu en parallèle de 1982 à 1984. Les trois camps fusionnent en 1985 et est renommé « NFL Scouting Combine ». Il a lieu en Arizona en 1985, à La Nouvelle-Orléans en 1986 avant de déménager définitivement à Indianapolis en 1987.

### Pro Days
Chaque université organise désormais un Pro Day, une journée portes ouvertes au cours de laquelle la NCAA autorise les recruteurs de la National Football League à visiter l'école et à regarder les joueurs participer à des exercices physiques organisés pour mettre en avant les qualités des joueurs universitaires. Les universités qui entraînent le plus de prospects universitaires génère le plus grand intérêt de la part des recruteurs et des entraîneurs.

## Billetterie
Les billets d'entrée à la draft de la NFL sont gratuits. Ils sont mis à la disposition du public sur le principe du premier arrivé, premier servi. Les billets sont directement distribués au guichet le matin de la draft (un billet par personne).

### Citations originales
1. ↑  « I really wasn't interested in pro ball. They weren't paying any money, something like 100$ a game. You couldn't blame them. This was following the Depression, and nobody had any money »
2. ↑  (en) « I didn't think I said I put every name on that list »